# Hartmut Seyfried
Hartmut Seyfried (* 1947 in Esslingen am Neckar) ist ein deutscher Geologe. Von 1989 bis 2012 war er Professor für Geologie an der Universität Stuttgart.

## Berufliche Stationen
Seyfried promovierte 1976 in Stuttgart zum Dr. rer. nat. („Der subbetische Jura von Murcia (Südost-Spanien)“). Danach wechselte er an die TU Berlin, wo er sich 1982 habilitierte (Lehrbefugnis für Geologie). Von 1983 bis 1987 war er Gastdozent an der Universidad de Costa Rica (Escuela Centroamericana de Geología) und von 1987 bis 1989 Professor für Sedimentologie an der Universität Mainz. Von 1989 bis 2012 war er Ordinarius für Allgemeine und Angewandte Geologie und Direktor des Instituts für Geologie und Paläontologie (IGPS) an der Universität Stuttgart als Nachfolger von Manfred Gwinner. Von 1993 bis 1995 war er Dekan der Fakultät für Geo- und Biowissenschaften. Im Jahr 1998 erhielt er den Landeslehrpreis Baden-Württemberg. Ab 2008 nahm er eine Dozententätigkeit an der Eberhard Karls Universität Tübingen auf. Seit 2012 ist er als Privatgelehrter tätig.

## Schriften (Auswahl)
Spanien - Betische Kordillere
- Turnšek, D., Seyfried, H. & Geyer, O.F. (1975): Geologische und paläontologische Untersuchungen an einem Korallen-Vorkommen im subbetischen Unterjura bei Zarcilla de Ramos (Prov. Murcia, Spanien). - Slovenska Academija Znanosti in Umetnosti, Razprave Dissertationes., XVIII, 5: 120 - 151; Ljubljana.
- Seyfried, H. (1978): Der subbetische Jura von Murcia (Südost-Spanien). - Geologisches Jahrbuch, Reihe B, 29: 201 S.; Hannover.
- Seyfried, H. (1979): Ensayo sobre el significado paleogeográfico de los sedimentos del Jurásico de las Cordilleras Béticas orientales. - Cuadernos de Geología, 10: 317 - 348; Granada.
- Seyfried, H. (1980): Über die Bildungsbereiche mediterraner Jurasedimente am Beispiel der Betischen Kordillere (Südost-Spanien). - Geologische Rundschau, 69: 149 - 178; Stuttgart.

Mittelamerika
- Seyfried, H. & Sprechmann, P. (1986): Über die Frühgeschichte (Campan bis Eozän) der südlichen mittelamerikanischen Landbrücke. - Neues Jahrbuch für Geologie und Paläontologie, Monatshefte, 1986, 1: 38 - 55; Stuttgart.
- Seyfried, H., Astorga, A., Amann, H., Calvo, C., Kolb, W., Schmidt, H. & Winsemann, J. (1991): Anatomy of an evolving island arc: tectonic and eustatic control in the south Central American fore-arc area.- In: Macdonald, D.I.M. (ed.): Sedimentation, tectonics, and eustasy - sea-level changes at active plate margins. - Special Publications, International Association of Sedimentologists, 12: 217-240; Oxford.
- Winsemann, J. & Seyfried, H. (1991): Response of deep-water fore-arc systems to sea-level changes, tectonic activity, and volcaniclastic input in Central America. - In: Macdonald, D.I.M. (ed.): Sedimentation, tectonics, and eustasy - sea-level changes at active plate margins. - Special Publications, International Association of Sedimentologists., 12: 273 - 292; Oxford.
- Greb, L., Saric, B., Seyfried, H., Broszonn, T., Brauch, S., Gugau, G., Wiltschko, P. & Leinfelder, R. (1996): Ökologie und Sedimentologie eines rezenten Rampensystems an der Karibikküste von Panamá. - Profil, 10, 168 S.; Stuttgart.
- Krawinkel, H. & Seyfried, H. (1996): Sedimentologic, palaeo-ecologic, taphonomic, and ichnologic criteria for high resolution sequence analysis: a practical guide for the identification and interpretation of discontinuities in shelf deposits. - Sedimentary Geology, 102: 79 - 110.

Nordalpines Vorland
- Buchner, E. & Seyfried, H. (1999): Die Grimmelfinger Schichten (Graupensande): fluviale und/oder ästuarine Ablagerungen ? – Jahreshefte der Gesellschaft für Naturkunde in Württemberg, 155: 5 – 25; Stuttgart.
- Maurer, H., Buchner, E. & Seyfried, H. (2002): Wie marin ist die Untere Meeresmolasse ? Überlegungen zur Entstehung der Deutenhausener Schichten (basale Untere Meeresmolasse) im westlichen Oberbayern. – Zeitschrift der Deutschen Geologischen Gesellschaft, 153: 77 – 91; Stuttgart.

Chile
- Seyfried, H., Wörner, G., Uhlig, D., Kohler, I. & Calvo, C. (1999): Introducción a la geología y morfología de los Andes en el norte de Chile. – Chungará, 30: 7 – 39; Arica (Chile).
- Wörner, G., Seyfried, H., Kohler, I. & Uhlig, D. (2000): Tectonic evolution, ignimbrite volcanism, uplift and sedimentation on the Western Andean Escarpment at the Arica Bend (northern Chile). - Zeitschrift für Angewandte Geologie, Sonderheft 1: 371 – 377; Hannover.
- Wörner, G., Uhlig, D., Kohler, I. & Seyfried, H. (2002): Evolution of the West Andean Escarpment at 18°S (N. Chile) during the last 25 Ma: uplift, erosion and collapse through time. – Tectonophysics, 345: 183–198; Amsterdam.

Süddeutschland
- Strasser, M., Strasser, A., Pelz, K. & Seyfried, H. (2009): A mid Miocene to early Pleistocene multi-level cave as a gauge for tectonic uplift of the Swabian Alb (Southwest Germany). - Geomorphology, 106: 130 - 141
- Seyfried, H., Strasser, M. & Strasser, A. (2010): Der Oberjurakarst als Pegelschreiber der Flussgeschichte Südwestdeutschlands - ein Blick zurück bis ins Miozän. - Bundesanstalt für Gewässerkunde, Veranstaltungen 1/2010: 59 - 72; Koblenz

Impaktgeologie
- Buchner, E., Seyfried, H. & Hische, R. (1996): Die Graupensande der süddeutschen Brackwassermolasse: ein Incised Valley-Fill infolge des Ries-Impaktes. - Zeitschrift der Deutschen Geologischen Gesellschaft, 147, 2: 169 - 181.
- Buchner, E., Schweigert, G. & Seyfried, H. (1998): Revision der Stratigraphie der süddeutschen Brackwassermolasse. – Zeitschrift der Deutschen Geologischen Gesellschaft, 149, 2: 305 – 320.
- Buchner, E., Seyfried, H. & van den Bogaard, P. (2003): 40Ar/39Ar laser probe age determination confirms the Ries impact crater as the source of glass particles in Graupensand sediments (Grimmelfingen Formation, North Alpine Foreland Basin). – International Journal of Earth Sciences, 92: 1 – 6.
- Buchner, E., Grässlin, M., Maurer, H., Ringwald H., Schöttle U. & Seyfried, H. (2007): Simulation of trajectories and maximum reach of distal impact ejecta under terrestrial conditions: Consequences for the Ries crater, southern Germany. - Icarus, 191: 360–370.
- Schmieder, M., Seyfried, H. & Gerel, O. (2013): The circular Uneged Uul structure (East Gobi Basin, Mongolia) – Geomorphic and structural evidence for meteorite impact into an unconsolidated coarse-clastic target? - Journal of Asian Earth Sciences, 64: 58 - 76.

Geologische Interpretation digitaler Geländemodelle
- Strasser, A., Strasser, M. & Seyfried (2010): Quantifying erosion over timescales of one million years: A photogrammetric approach on the amount of Rhenish erosion in southwestern Germany. - Geomorphology, 122: 244 - 253
- Beckenbach, E., Niethammer, U. & Seyfried, H. (2013): Spätmittelalterliche Starkregenereignisse und ihre geomorphologischen Kleinformen im Schönbuch (Süddeutschland): Erfassung mit hochauflösenden Fernerkundungsmethoden und sedimentologische Interpretation. - Jahresberichte und Mitteilungen des oberrheinischen geologischen Vereins, 95: 421 - 438
- Beckenbach, E., Müller, Th., Seyfried, H. & Simon, Th. (2014): Potential of a high-resolution DTM with large spatial coverage for visualization, identification and interpretation of young (Würmian) glacial geomorphology – a case study from Oberschwaben (southern Germany). – Quaternary Science Journal, 63 (2): 107–129. DOI:10.3285/eg.63.2.01
- Simon, T. & Seyfried, H. (2020): Eine frühholozäne oberflächenbrechende Verwerfung im Raum Karlsruhe. - Jahresberichte und Mitteilungen des Oberrheinischen Geologischen Vereins, 102: 363–378.
- Seyfried, H., Simon, T., Beckenbach, E. & Müller, T. (2021): Die Landschaften von Baden-Württemberg. Eine ästhetische Wanderung durch den Südwesten und seine geologische Geschichte. – 446 S., Schmidt-Verlag (Neustadt an der Aisch).

Populärwissenschaftliches
- Seyfried, H., Wörner, G., Uhlig, D. & Kohler, I. (1995): Eine kleine Landschaftsgeschichte der Anden in Nordchile. - Wechselwirkungen (Jahrbuch der Universität Stuttgart für das Jahr 1994): 60- 72; Stuttgart.
- Seyfried, H. (2005): Ein Planet organisiert sich selbst. - Wechselwirkungen (Jahrbuch der Universität Stuttgart für das Jahr 2005): 71 - 105.
- Seyfried, H. & Söntgen, J. (2009): Warum ist CO2 ein Lebenselixier? - In: Soentgen, J. & Heller, A. (Hrsg.): CO2 - Lebenselixier und Klimakiller; S. 81 - 92, Oekom-Verlag, München.
- Banzhaf, R., De Jong, M., Seyfried, H., Simon, T., Holuba, K.-H., Schwab, A. & Müller, T. (2024): Der Waldburgrücken – ein einzigartiges Archiv der würmeiszeitlichen Naturgeschichte Oberschwabens. – Zeitschrift des Bundes für Naturschutz in Oberschwaben, Jahresheft 2024, S. 29–32.
- Seyfried, H. (2013): Der intergalaktische Q-Faktor. - Forschung & Lehre, 6/2013: 344